# 蔣克昌
蔣克昌（?—？），广西全州人，清朝政治人物。举人出身。
乾隆九年，擔任廣東廣州府永安縣知縣（現紫金縣知縣）。后由凌存淳接任。